# Омнинет

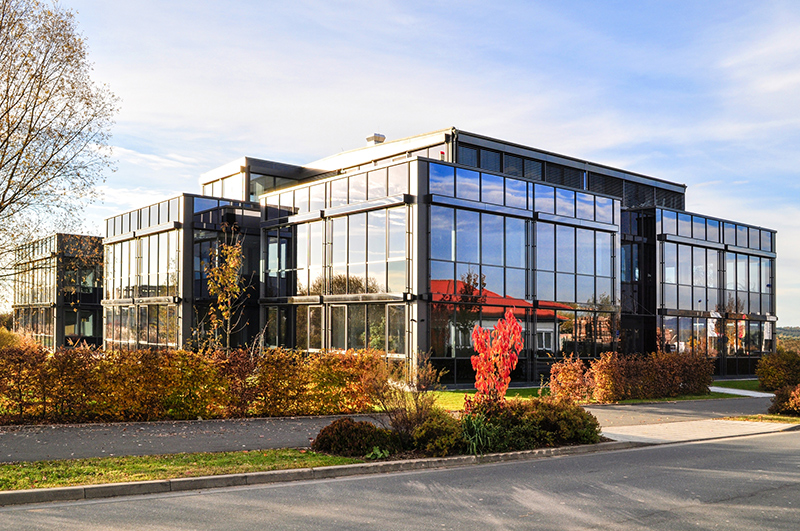
Штаб-квартира Омнинет в Эккентале

Омнинет — международная компания — разработчик программного обеспечения в области управления бизнес-процессами — со штаб-квартирой в Эккентале, Германия. Помимо немецкого отделения, компания имеет свои представительства либо дочерние фирмы в России, США, Австрии, Швейцарии, Нидерландах и Бельгии. Омнинет является золотым партнером Майкрософт.

## История
Фирма была образована в 1993 году как товарищество ОМНИНЕТ Германия, а в 1995 году преобразована в ООО. В 2005 году стали открываться дочерние предприятия за пределами Германии. В 2010 году в группе компаний по всему миру работало около 90 сотрудников, а в 2014 году — около 150.

## Сфера деятельности
Омнинет занимается разработкой и распространением платформы для управления бизнес-процессами Омнитрекер, а также её внедрением на предприятиях и в учреждениях. В 2012 году аналитическая компания «Исследовательская Группа Инфо-Тех» признала Омнинет одним из лидирующих в мире производителей ПО для управления ИТ-услугами и назвала инноватором в области корпоративной службы поддержки. В маркетинговом исследовании 2017 года поставщиков ПО в области ИТ и управления предприятием в Германии, немецкая аналитическая компания «Research in Action» сравнила 20 лучших из порядка 250 компаний, работающих в данном рыночном сегменте, и присудила фирме Омнинет 3 место.
К числу клиентов компании относятся Deutsche Bahn, DATEV, Daimler, Немецкое бюро патентов и торговых марок, Sanyo, Siemens, tesa.

## Продукция
Омнинет разрабатывает модульную платформу для бизнес-процессов под названием Омнитрекер, а также базирующиеся на ней компоненты и приложения, которые используются для автоматизации поддерживаемых информационными технологиями потоков работ. Программные решения компании предназначены для B2B-клиентов из различных отраслей: промышленных предприятий, сервисных организаций, провайдеров ИТ-услуг, государственных учреждений.